# تپه قیسوند ۱
تپه قیسوند ۱ مربوط به دوران پیش از تاریخ ایران باستان تا دوران‌های تاریخی پس از اسلام است و در شهرستان کرمانشاه، بخش مرکزی، روستای قیسوند واقع شده و این اثر در تاریخ ۷ مهر ۱۳۸۱ با شمارهٔ ثبت ۶۴۴۵ به‌عنوان یکی از آثار ملی ایران به ثبت رسیده است.